# جيرمان ليغويا
جيرمان ليغويا (بالإسبانية: Germán Leguía)‏ (مواليد 2 يناير 1954) هو لاعب كرة قدم. يلعب مع منتخب بيرو لكرة القدم. سبق له أن لعب في كأس العالم لكرة القدم مع منتخب بلاده.

## روابط خارجية
- جيرمان ليغويا على موقع الاتحاد الدولي (مؤرشف)  (الإنجليزية)
- جيرمان ليغويا على موقع قاعدة بيانات كرة القدم.إي يو (الإنجليزية)
- جيرمان ليغويا على موقع ناشيونال فوتبول تيمز (الإنجليزية)